# Ravenglass and Eskdale Railway
| Railway junction around Camps; Sellafield & Ravenglass (rechts, gelb), 1914 |                      |                                                     |                                                     |
| Streckenlänge: | 11,3 km              |                                                     |                                                     |
| Spurweite: | 381 mm (Liliputbahn) |                                                     |                                                     |
| Maximale Neigung: | 25 ‰                 |                                                     |                                                     |
| |                      |                                                     |                                                     |
| \| \| 0,0 \| Ravenglass railway station \| Ravenglass railway station \| \| \| \| (Anschluss von Cumbrian Coast Line) \| \| \| \| \| Hauptstraße von Ravenglass (Ravenglass Main Street) \| \| \| \| \| Black Bridge \| \| \| \| \| Brücke der A 595 \| \| \| \| 1,600 \| Muncaster Mill (früher: Muncaster) \| Muncaster Mill (früher: Muncaster) \| \| \| \| Brücke Mühlgraben (Mill Race) \| \| \| \| 2,800 \| Miteside Halt \| Miteside Halt \| \| \| \| Miteside Loop \| \| \| \| \| Katie Caddy Bridge \| \| \| \| \| Anst Murthwaite Siding \| \| \| \| \| Anst Murthwaite Quarry \| \| \| \| 4,400 \| Murthwaite Halt \| Murthwaite Halt \| \| \| \| Black Bridge (baufällig) \| \| \| \| 6,800 \| Irton Road (früher: Hollowstones) \| Irton Road (früher: Hollowstones) \| \| \| \| Brücke Mere Beck \| \| \| \| 7,600 \| Eskdale Green (früher: King of Prussia) \| Eskdale Green (früher: King of Prussia) \| \| \| \| Straße des Eskdale-Tales (Eskdale Valley Road) \| \| \| \| \| Hollin How Bridge \| \| \| \| \| Anst Fisherground Incline \| \| \| \| \| Fisherground Loop \| \| \| \| 8,900 \| Fisherground Halt \| Fisherground Halt \| \| \| \| Anst Ban Garth Incline \| \| \| \| \| Spout House Bridge \| \| \| \| \| Anst Backfoot Quarry \| \| \| \| 10,500 \| Beckfoot \| Beckfoot \| \| \| \| Anst Ghyll Forth Junction to Boot \| \| \| \| 0 \| Dalegarth Cottages \| Dalegarth Cottages \| \| \| \| Brücke Whillan Beck \| \| \| \| 11,300 \| Dalegarth for Boot \| Dalegarth for Boot \| \| \| 0 \| Ghyll Force mines \| Ghyll Force mines \| |                      |                                                     |                                                     |
| Kopfbahnhof Streckenanfang | 0,0                  | Ravenglass railway station                          | Ravenglass railway station                          |
| Strecke |                      | (Anschluss von Cumbrian Coast Line)                 | (Anschluss von Cumbrian Coast Line)                 |
| Brücke |                      | Hauptstraße von Ravenglass (Ravenglass Main Street) | Hauptstraße von Ravenglass (Ravenglass Main Street) |
| Strecke mit Straßenbrücke |                      | Black Bridge                                        | Black Bridge                                        |
| Strecke mit Straßenbrücke |                      | Brücke der A 595                                    | Brücke der A 595                                    |
| Haltepunkt / Haltestelle | 1,600                | Muncaster Mill (früher: Muncaster)                  | Muncaster Mill (früher: Muncaster)                  |
| Brücke über Wasserlauf |                      | Brücke Mühlgraben (Mill Race)                       | Brücke Mühlgraben (Mill Race)                       |
| Haltepunkt / Haltestelle | 2,800                | Miteside Halt                                       | Miteside Halt                                       |
| Dienststation / Betriebs- oder Güterbahnhof |                      | Miteside Loop                                       | Miteside Loop                                       |
| Brücke |                      | Katie Caddy Bridge                                  | Katie Caddy Bridge                                  |
| Abzweig geradeaus und von rechts |                      | Anst Murthwaite Siding                              | Anst Murthwaite Siding                              |
| Abzweig geradeaus und ehemals von rechts |                      | Anst Murthwaite Quarry                              | Anst Murthwaite Quarry                              |
| Haltepunkt / Haltestelle | 4,400                | Murthwaite Halt                                     | Murthwaite Halt                                     |
| Strecke mit Straßenbrücke |                      | Black Bridge (baufällig)                            | Black Bridge (baufällig)                            |
| Bahnhof | 6,800                | Irton Road (früher: Hollowstones)                   | Irton Road (früher: Hollowstones)                   |
| Brücke über Wasserlauf |                      | Brücke Mere Beck                                    | Brücke Mere Beck                                    |
| Haltepunkt / Haltestelle | 7,600                | Eskdale Green (früher: King of Prussia)             | Eskdale Green (früher: King of Prussia)             |
| Strecke mit Straßenbrücke |                      | Straße des Eskdale-Tales (Eskdale Valley Road)      | Straße des Eskdale-Tales (Eskdale Valley Road)      |
| Strecke mit Straßenbrücke |                      | Hollin How Bridge                                   | Hollin How Bridge                                   |
| Abzweig geradeaus und ehemals nach links |                      | Anst Fisherground Incline                           | Anst Fisherground Incline                           |
| Dienststation / Betriebs- oder Güterbahnhof |                      | Fisherground Loop                                   | Fisherground Loop                                   |
| Haltepunkt / Haltestelle | 8,900                | Fisherground Halt                                   | Fisherground Halt                                   |
| Abzweig geradeaus und ehemals nach links |                      | Anst Ban Garth Incline                              | Anst Ban Garth Incline                              |
| Strecke mit Straßenbrücke |                      | Spout House Bridge                                  | Spout House Bridge                                  |
| Abzweig geradeaus und ehemals nach links |                      | Anst Backfoot Quarry                                | Anst Backfoot Quarry                                |
| Haltepunkt / Haltestelle | 10,500               | Beckfoot                                            | Beckfoot                                            |
| Abzweig geradeaus und ehemals nach links |                      | Anst Ghyll Forth Junction to Boot                   | Anst Ghyll Forth Junction to Boot                   |
| ehemaliger Bahnhof | 0                    | Dalegarth Cottages                                  | Dalegarth Cottages                                  |
| Brücke über Wasserlauf |                      | Brücke Whillan Beck                                 | Brücke Whillan Beck                                 |
| Kopfbahnhof Strecke ab hier außer Betrieb | 11,300               | Dalegarth for Boot                                  | Dalegarth for Boot                                  |
| Betriebs-/Güterbahnhof Streckenende (Strecke außer Betrieb) | 0                    | Ghyll Force mines                                   | Ghyll Force mines                                   |

Die Ravenglass & Eskdale Railway (R&ER) ist heute eine 11,3 km (7 Meilen) lange Liliputbahn-Museumseisenbahn in Cumbria, Nordwestengland und führt von Ravenglass an der Cumbrian Coast Line durch das Eskdale Tal nach Boot.

## Geschichte
Ursprünglich ausgeführt in einer Spurweite von 914 mm (3 ft), wurde die originale Strecke am 24. Mai 1875 für den Güterverkehr (Transport von Eisenerz) offiziell eröffnet. Personenverkehr fand von 1876 bis 1908 statt, sie war damit die erste Schmalspurbahn für den öffentlichen Personenverkehr in England. 1913 wurde sie wegen der zurückgegangenen Nachfrage nach Eisenerz zum ersten Mal stillgelegt, um – initiiert von zwei Enthusiasten – umgespurt auf nunmehr 381 mm (15 in) am 24. August 1915 erneut für den Personen- und Güterverkehr (in der Hauptsache Granit) eröffnet zu werden. Die vollständige Umspurung war erst 1917 abgeschlossen. Für den Gütertransport lag eine Zeitlang ein Dreischienengleis zwischen Murthwaite und Ravenglass. Am Ende des Zweiten Weltkriegs, währenddessen der Personenverkehr erneut eingestellt war, wurde die Eisenbahn von der Keswick Granite Company gekauft, doch mit der Einstellung des Granitabbaus 1953 sollte sie wieder verkauft werden. Wenige Jahre später, 1960, endete dann auch der Personenverkehr.
In diesem Zeitraum gründeten Enthusiasten die „Ravenglass and Eskdale Railway Preservation Society“, die auf der Grundlage des Modells einer privat-öffentlichen Partnerschaft den Weiterbetrieb sichern sollte: Die Eisenbahn sollte in Privatbesitz übergehen, während die gemeinnützige Gesellschaft die Unterstützung des gesamten Betriebes organisieren würde. Es gelang, dieses Modell auch mit Hilfe privaten Engagements zweier Eisenbahnfreunde im letzten Moment umzusetzen und bis heute werden Bau und Betrieb der Bahn durch die „Ravenglass & Eskdale Railway Co. Ltd.“ gesichert. 1960 schloss die Aufnahme des Betriebes der Museumseisenbahn unmittelbar an das Ende des öffentlichen Betriebes an.

## Betrieb
Die Museumseisenbahn wird von Februar bis Dezember nahezu ganzjährig betrieben, im Sommer mit bis zu 7 Zugpaaren täglich (Sommerfahrplan 2021). Jährlich nutzen die R&ER rund 120.000 Menschen, überwiegend Touristen.
Die Strecke beginnt im Bahnhof von Ravenglass (Ravenglass railway station, km 0,0), Zwischenhalte sind Muncaster Mill (km 1,6), Miteside Halt (km 2,8), Murthwaite Halt (km 4,4), Irton Road (km 6,8), Eskdale Green (km 7,6), Fisherground Halt (km 8,9) und Beckfoot (km 10,5). Sie endet in Dalegarth for Boot (km 11,3), etwa 300 m von Boot, einem Ort mit etwa 15 Einwohnern, entfernt, von dem aus Wanderwege in die reizvolle Umgebung, z. B. zum Sca Fell, dem zweithöchsten Berg Großbritanniens, führen.
Die eingleisige Strecke hat drei Ausweich- bzw. Kreuzungsmöglichkeiten, zwei davon als Betriebsausweichen (Miteside Loop und Fisherground Loop), die dritte ist durch den Bahnhof Irton Road gegeben. Alle Betriebsstellen sind mit Rückfallweichen ausgestattet. Der Betrieb wird über fernmündliche Anweisungen (radio control train order) als Zugleitbetrieb, insbesondere über die Nutzung der eingleisigen Strecke zwischen den Ausweichen, von Ravenglass aus gesteuert. Ortsfeste Signale sind (mit Ausnahme von Ravenglass) nicht vorhanden.

## Fahrzeuge
Die älteste eingesetzte Lokomotive ist die D1' (engl. 0-8-2) - Dampflokomotive River Irt von 1927, wobei Teile von ihr von einer inzwischen verschrotteten Maschine aus dem Jahr 1894 stammen, während die neueste die dieselhydraulische BB-Lokomotive Douglas Ferreira aus dem Jahr 2005 ist. Insgesamt verfügt die Eisenbahn über 8 Dampflokomotiven (davon 3 in Betrieb und 1 betriebsfähig), 5 diesel-mechanische Lokomotiven (eine in Betrieb, 4 betriebsfähig), 2 Lokomotiven mit Ottomotoren (nicht betriebsfähig), 1 batteriebetriebene Elektrolokomotive (nicht betriebsfähig) sowie 1 diesel-hydraulische Lokomotive. Für den Betrieb stehen insgesamt 49 Personenwagen sowie 21 verschiedene Dienstgüterwagen zur Verfügung.

## Sonstiges
Am 3. und 4. Oktober 1998 verkehrten die Dampflokomotiven River Mite (1'D1', Baujahr 1966) und Northern Rock (1'C1', Baujahr 1976), sowie die Diesellokomotive Cyril (diesel-mechanisch, Baujahr 1985) der R&ER im Rahmen eines Gasteinsatzes auf der Dresdner Parkeisenbahn, die in gleicher Spurweite gebaut ist. Der Transport der Lokomotiven nach Deutschland per LKW wurde von Royal Mail kostenlos übernommen.

## Galerie

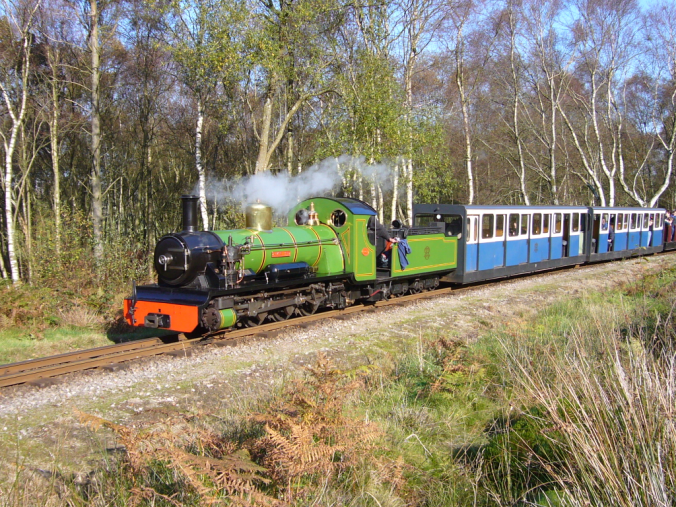
Die River Irt kurz vor Miteside Loop
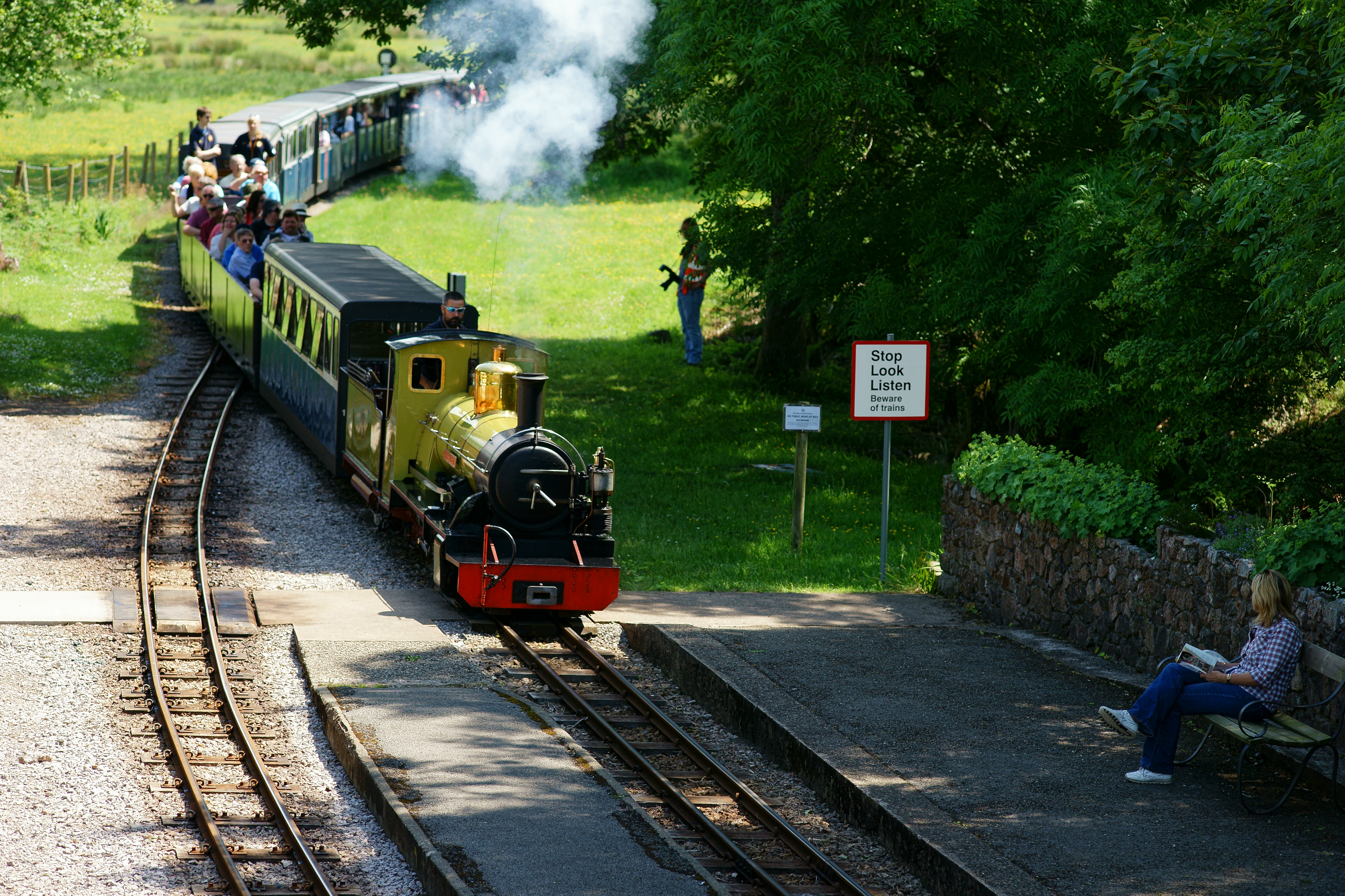
Die Northern Rock bei der Einfahrt in den Bahnhof Irton Road von Eskdale kommend
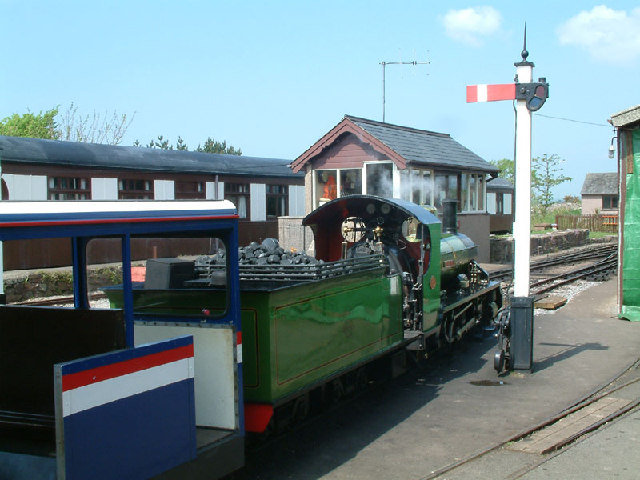
River Irt in Ravenglass railway station
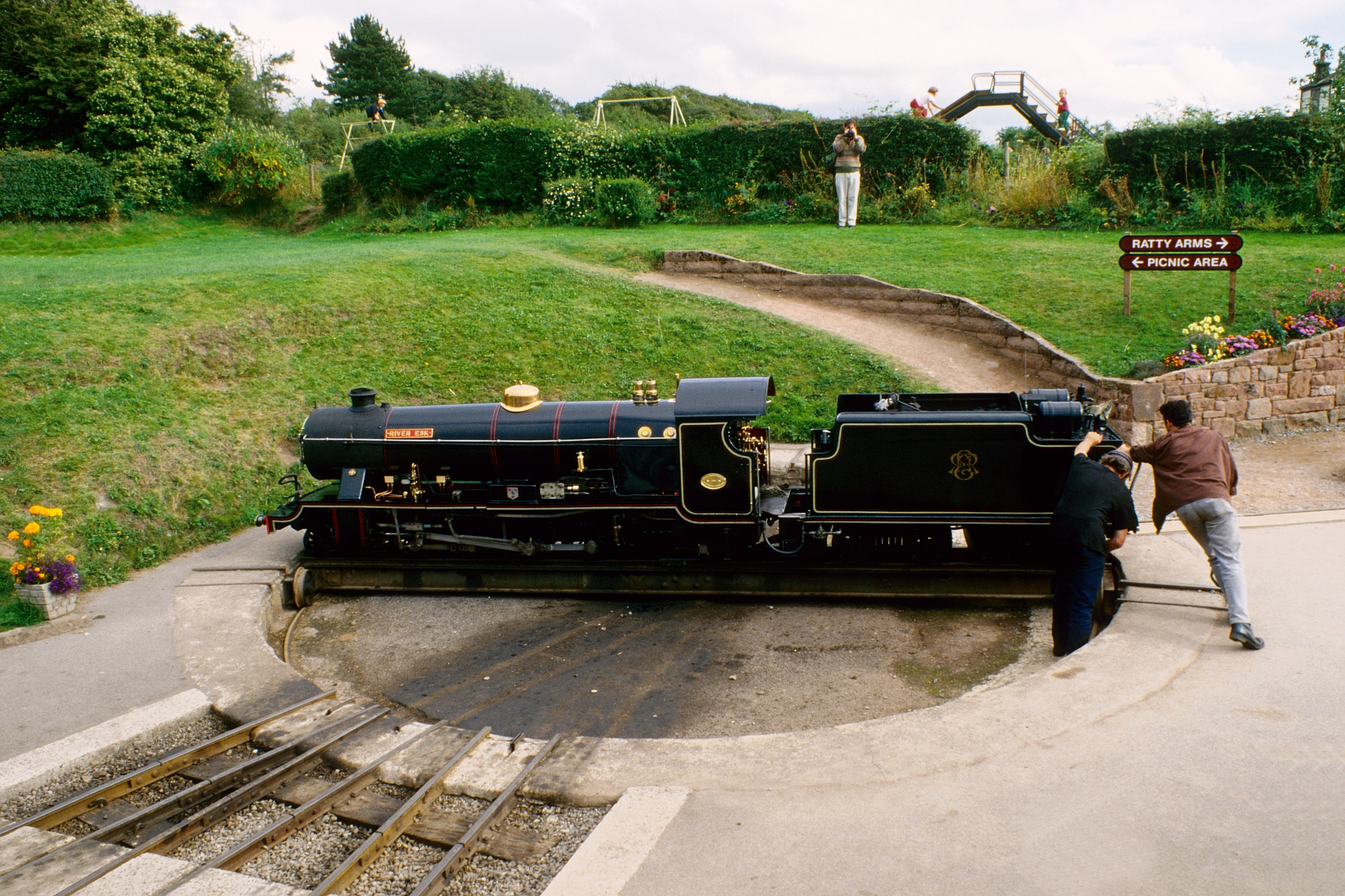
Die River Esk (Baujahr 1923) auf der Drehscheibe in Ravenglass (1996)
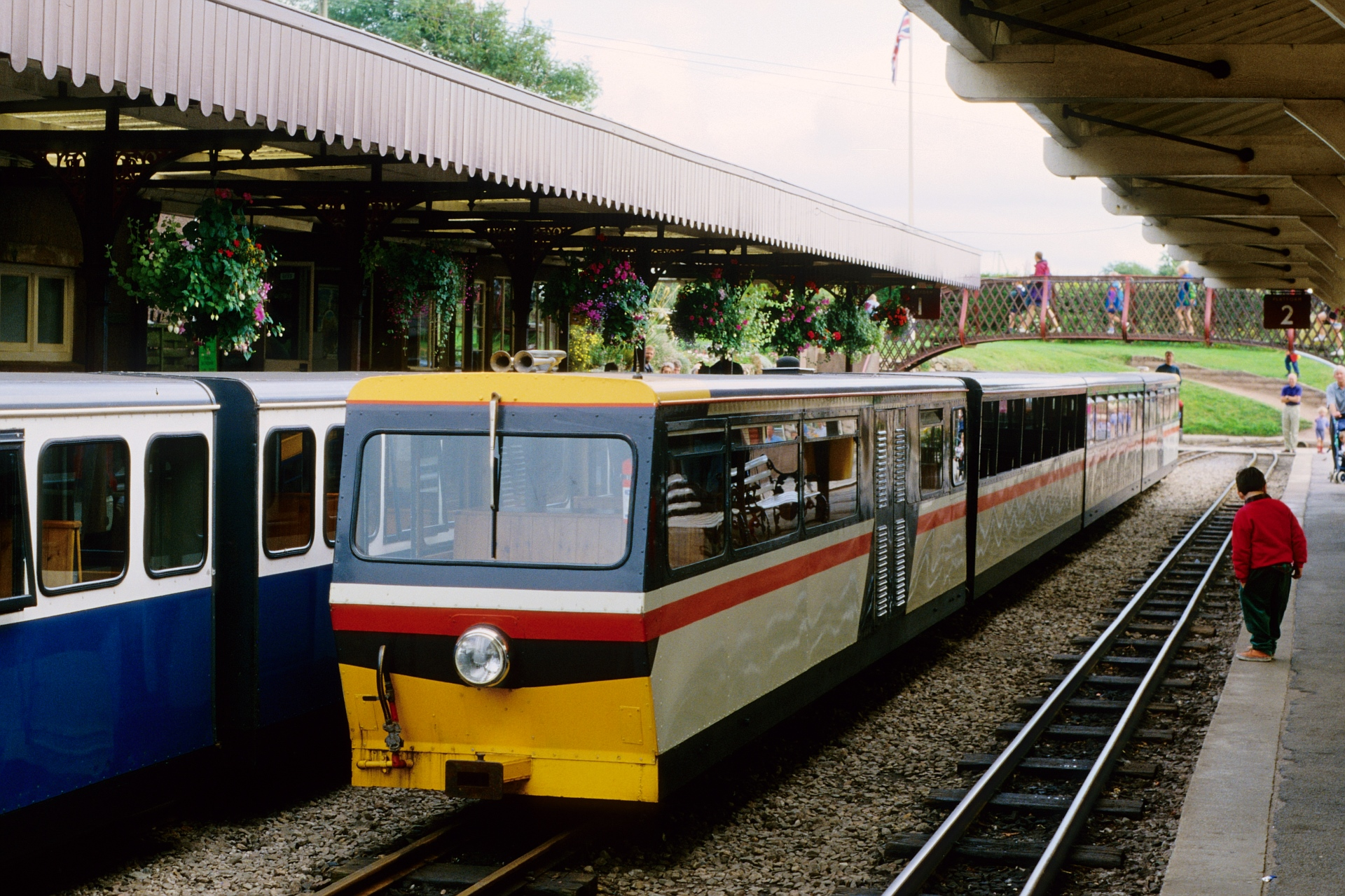
Triebwagen der R&ER in Ravenglass (1996)